# Rosemarie Frankland
Rosemarie Frankland (1 tháng 02 năm 1943 - 2 tháng 12 năm 2000) là một nữ hoàng sắc đẹp người xứ Wales người đã chiến thắng trong cuộc thi Hoa hậu Vương quốc Anh và Hoa hậu Thế giới 1961, sau cuộc thi bà trở thành một diễn viên.

## Tiểu sử
Sinh ra tại Rhosllannerchrugog, Wrexham, miền đông bắc Wales năm 1943. Gia đình Frankland dọn đến Lancashire, Anh sinh sống khi bà còn là một đứa trẻ. Bà từng tham dự các cuộc thi sắc đẹp và chiến thắng trong cuộc thi Hoa hậu xứ Wales và sau đó là năm 1961 bà đến Luân Đôn, Anh, và bà đã trở thành Hoa hậu Vương quốc Anh và trở thành người phụ nữ thứ bảy từ châu Ấu chiến thắng trong cuộc thi hoa hậu Thế giới (Thụy Điển chiến thắng cuộc thi hai lần trong những năm đầu, Pháp chiến thắng năm 1953, Đức ba năm sau đó, Phần Lan trong năm 1957 và Hà Lan trong năm 1959). bà cũng là Á hậu 1 tại cuộc thi Hoa hậu Hoàn vũ 1961. Cùng với Gina Swainson, người đã chiến thắng trong cuộc thi Hoa hậu Thế giới đại diện cho Bermuda năm 1979, Frankland là một trong hai người phụ nữ tiến gần đến danh hiệu Hoa hậu Hoàn vũ và Hoa hậu Thế giới, đạt danh hiệu Á hậu 1 sau đó chiến thắng tại Hoa hậu Thế giới. Helen Morgan cũng là Hoa hậu Wales và Hoa hậu Vương quốc Anh, đạt khá nhiều điểm tương đồng nhau nhưng Helen chỉ giữ vương miện có 4 ngày.
Sau khi hoàn thành công việc là Hoa hậu Thế giới, Franklin bắt tay vào sự nghiệp diễn xuất. Vai trò đáng kể nhất (và cuối cùng) của bà là trong bộ phim làm năm 1965, I'll Take Sweden với diễn viên Bob Hope. Năm 1970, bà kết hôn với tay guitar và cũng là nhạc sĩ của ban nhạc The Grass Roots, Warren Entner và dọn đến Los Angeles. Năm 1976, bà đã sinh ra đứa con chung của hai người là Jessica. Họ ly dị nhau năm 1981.

### Qua đời
Theo báo cáo, Frankland đã chết khi sử dụng ma tuý quá liều vào tháng 12 năm 2000 tại Marina del Rey, California sau cuộc chiến chống trầm cảm. Tro của bà được mang trở về và chôn cất tại Rhosllannerchrugog Cemetery vào tháng 02 năm 2001. Bà có một người con gái độc nhất là Jessica Entner..

## Danh sách các phim từng tham gia
- The Beauty Jungle (1964)
- The Edgar Wallace Mystery Theatre (1 tập, 1964)
- A Hard Day's Night (1964)
- I'll Take Sweden (1965)

## Hiển thị
1. ↑  "Rosemarie Frankland". Bản gốc lưu trữ ngày 20 tháng 7 năm 2012. Truy cập ngày 17 tháng 1 năm 2010.
2. ↑  Alleyne, Richard (ngày 21 tháng 6 năm 2001). "Britain's first Miss World killed by drug overdose". telegraph.co.uk. Truy cập ngày 6 tháng 2 năm 2009.
3. ↑  Matthew, Moore (ngày 29 tháng 1 năm 2009). "Eight beauty queens who met with controversy". telegraph.co.uk. Truy cập ngày 6 tháng 2 năm 2009.